# Giulio Razzi
Giulio Razzi (Firenze, 17 agosto 1904 – Roma, 27 febbraio 1976) è stato un compositore e direttore d'orchestra italiano.

## Biografia
Nipote di Giacomo Puccini, studiò con Ildebrando Pizzetti al Conservatorio Giuseppe Verdi di Milano, conseguendo il diploma nel 1926. Dopo aver iniziato la carriera di direttore d'orchestra, nel 1928 divenne direttore dei programmi dell'EIAR, e dal 1944 al 1965 ricoprì lo stesso incarico alla Rai. Dal 1966 lavorò come dirigente centrale radiofonico alla Rai, fu vice presidente del Centro Nazionale Studi di Musica Popolare di Roma e presidente del Centro per la diffusione della musica italiana nel mondo (Italiamusica).
Fu compositore delle opere liriche Raissa (1926) e Sogno di una notte d'inverno (1933), i poemi sinfonici La leggenda dei boschi (1924), Il cavaliere azzurro (1925) e Fantasia drammatica (1932), una sonata per violoncello e pianoforte, e diverse opere corali. Inoltre, scrisse numerosi articoli per riviste musicali, compose la colonna sonora del film Acque di primavera, diretto da Nunzio Malasomma (1942) e fu il direttore artistico del Festival di Sanremo dal 1951 al 1957. Nel 1954 fu uno dei primi componenti del comitato generale delle trasmissioni televisive.
Il suo nome figura nella lista degli appartenenti alla loggia massonica P2 di Licio Gelli.